# Vattenrådjur

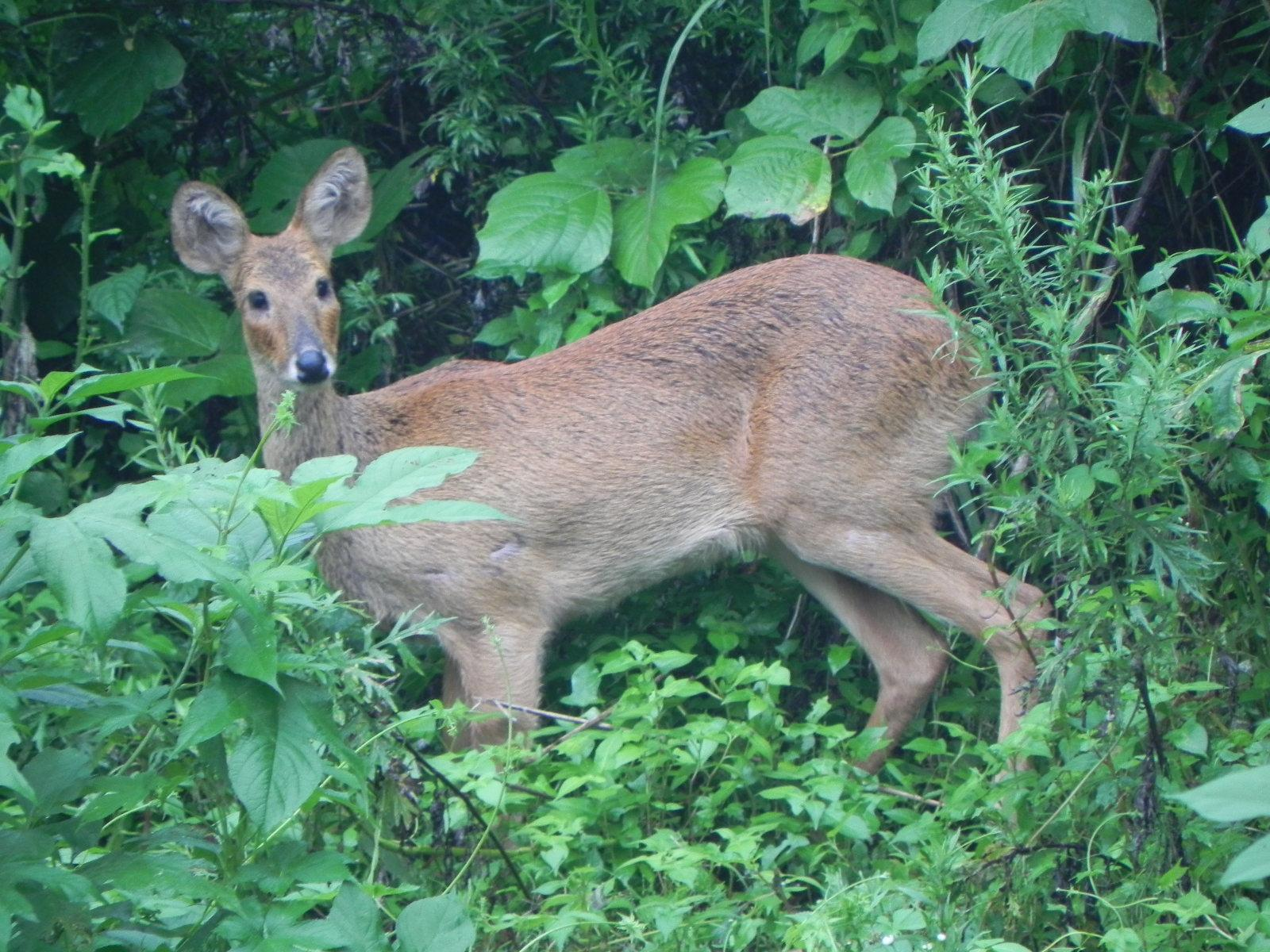
Vuxen hona.

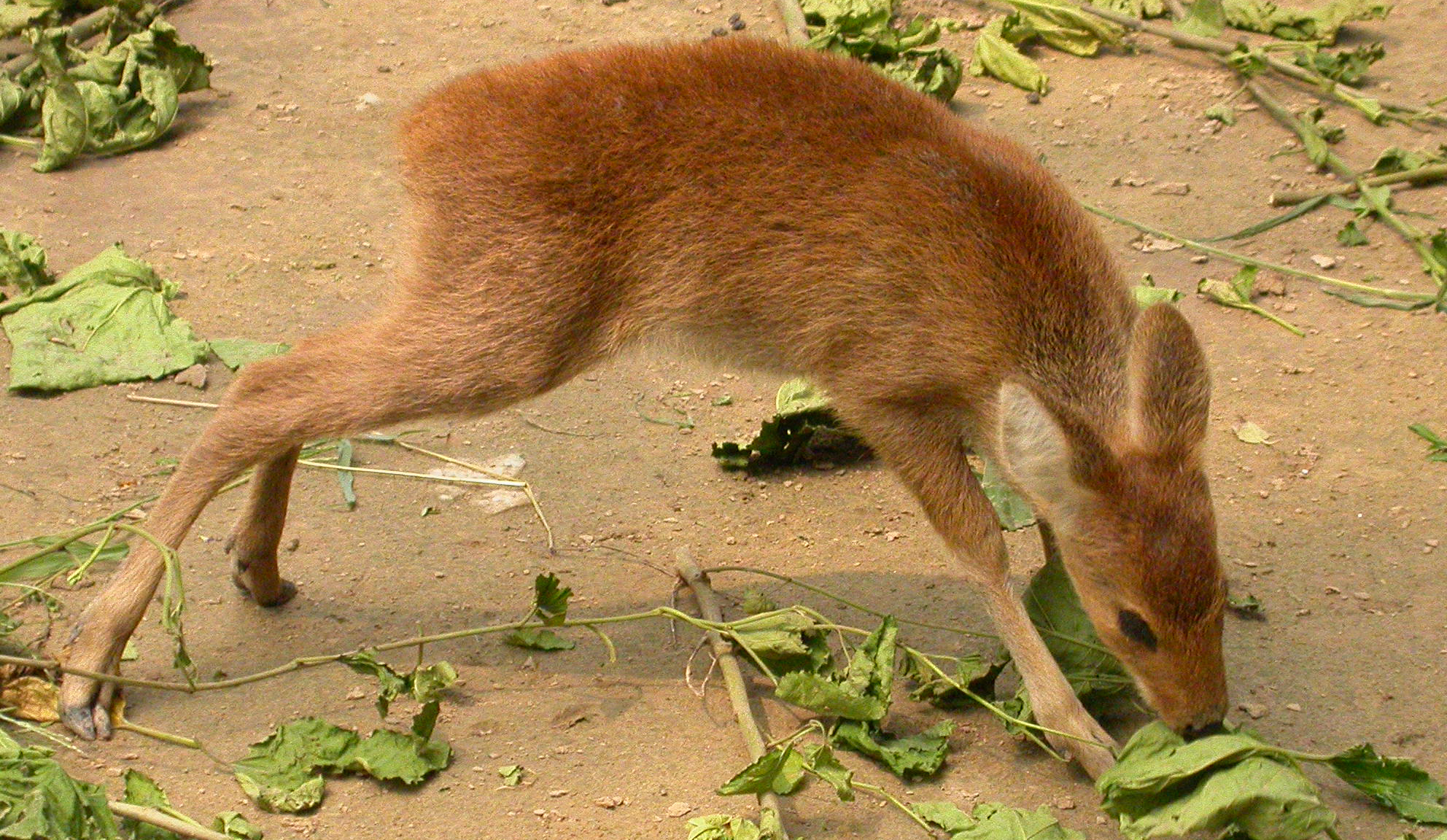
Unge.

Vattenrådjur (Hydropotes inermis) är en art i familjen hjortdjur (Cervidae) och den enda arten i sitt släkte. Djuret lever i östra Asien och liknar, trots namnet mer myskhjortar än rådjur. Arten är dock inte närmare släkt med någon av de nämnda djurgrupperna.
Det vetenskapliga namnet är sammansatt av Hydropotes (vattendrickare) och inermis (utan vapen, som syftar på avsaknaden av horn).

## Utseende
Vattenrådjuret når en kroppslängd (huvud och bål) av 77 till 100 cm, har en mankhöjd av 45 till 55 cm och en vikt av 11 till 14 kg. Svansen är 6 till 7,5 cm lång. Det är hornlöst och den enda arten i familjen hjortdjur där hanarna saknar horn på huvudet. Hanarna har istället (liksom myskhjortar) förlängda hörntänder som blir upp till 5 cm långa och är tydligt synliga utanför munnen. Vattenrådjurets päls är gulbrun med några inblandade svarta hår. Ett undantag är hakan och halsen som är vit. I motsats till andra hjortdjur har arten körtlar vid ljumsken. Körtlarna framför ögonen som är typiska för hela familjen förekommer även hos vattenrådjuret. Honor har fyra spenar.
Pälsen hos ungarna har vita prickar och ljusa strimmor, och de väger vid födelsen cirka ett kilogram.

## Utbredning och systematik
Arten  förekommer endast på kustnära lågland, vid floden Yangtze i östra Kina och i västra delen av Koreahalvön. Populationen i Korea urskiljs vanligtvis som underarten Hydropotes inermis argyropus. På grund av att den huvudsakligen förekommer i det svårtillgängliga Nordkorea är inte mycket känt om underarten. 
Hertigen av Bedfordshire i England hade under 1800-talet vattenrådjur på sitt gods nära Woburn. Dessa rymde och bildade grunden till en förvildad population som idag förekommer i Bedfordshire och Cambridgeshire. Dessutom finns en förvildad population i departementet Haute-Vienne i Frankrike.

## Ekologi
Vattenrådjurets habitat utgörs av träskmark och strandområden vid floder och sjöar, där vattenrådjuret gömmer sig bland bladvass och annan vegetation. När individerna upptäcker en fiende springer de iväg med flera skutt.
Vattenrådjur lever huvudsakligen ensamma. Ibland har hanar utanför parningstiden sällskap av en hona och i regioner med många exemplar kan mindre flockar förekomma där en vuxen hanne ingår. Hannar är däremot aggressiva mot artfränder av samma kön. De markerar revirets gränser med avföring. När hanar strider orsakar de djupa sår med sina hörntänder. Striden slutar när ett djur visar sin underlägsenhet genom att pressa huvudet och halsen mot marken. Sedan flyttar den besegrade hanen bort från territoriet.
Efter dräktigheten som varar i cirka 200 dagar föder honan två ungar. Påståenden om kullar med åtta ungar har visat sig vara felaktiga. Könsmognaden infaller efter 5 till 6 månader för hannar samt efter 7 till 8 månader för honor. I fångenskap kan vattenrådjuret leva nästan 14 år. Ungar kan redan efter en timme gå på egna ben och nyfödda ungar väger cirka 1 kg. De diar sin mor i cirka två månader och när honan letar efter föda stannar de kvar i ett gömställe. Många ungar dör under de första veckorna och cirka 60 procent överlever.
Vattenrådjurets föda utgörs huvudsakligen av bladvass men den äter även gräs, spannmål och grönsaker.

## Status och hot
IUCN listar arten som nära hotad (NT). Beståndet i Kina uppskattas till 10 000 individer. Beståndet av den koreanska underarten är okänt. Ibland födosöker de på odlingsmark med sädesslag eller grönsaker varför den i Kina betraktas som ett skadedjur. Utöver detta används honornas råmjölk (colostrum)  inom Traditionell kinesisk medicin varför arten även jagas på grund av detta.